# Józef Lucjan Kępiński
Józef Lucjan Kępiński (ur. 12 września 1900 w Strykowie, zm. 26 marca 1964 w Warszawie) – podpułkownik pilot Wojska Polskiego, kawaler Orderu Virtuti Militari.

## Życiorys
Urodził się w rodzinie Bolesława, rejenta (później adwokata w Piotrkowie Trybunalskim), i Scholastyki z Szołowskich. Ukończył szkołę powszechną w Brzezinach. Uczęszczał do Gimnazjum im. Bolesława Chrobrego w Piotrkowie Trybunalskim, naukę porzucił w siódmej klasie i jako ochotnik 1 listopada 1918 wstąpił do Wojska Polskiego.
W latach 1918–1919 służył w 1 pułku szwoleżerów. Do listopada 1919 walczył w wojnie polsko-ukraińskiej, potem został skierowany do Szkoły Podchorążych Piechoty, którą ukończył w 1920. Po kursie kawaleryjskim w Przemyślu przydzielony do 2 pułku strzelców konnych (ułan podchorąży). Uczestniczył w działaniach na frontach wojny polsko–bolszewickiej. 
W grudniu 1920 promowany na stopień podporucznika w korpusie oficerów kawalerii. Od 1 marca 1921 w składzie 4 pułku strzelców konnych. 1 czerwca 1921 awansowany na stopień porucznika. Od września 1921 uczestnik kursu dla adiutantów pułkowych w Grodnie (Kulbaki). W 1923 złożył egzamin maturalny w Wilnie. Od 1 marca 1923 służył w 20 pułku ułanów. Od 1 maja 1925 dowódca szwadronu w 8 pułku strzelców konnych. 12 kwietnia 1926 został przydzielony na siedem miesięcy na kurs aplikacyjny lotnictwa przy 4 pułku lotniczym w Toruniu. Przydzielony do 1 pułku lotniczego w Warszawie służył w 13 eskadrze niszczycielskiej nocnej. Od 1 stycznia 1927 w 121 eskadrze myśliwskiej. 
W czerwcu 1927 został przeniesiony z korpusu oficerów kawalerii (8 psk) do korpusu oficerów lotnictwa (1 plot). Przydzielony do 2 plot Kraków, po odbyciu kursu akrobacji wrócił do 121 eskadry myśliwskiej, przemianowanej na 111 eskadrę myśliwską. W 1929 zwyciężył w pięcioboju pilotów myśliwskich na zawodach lotniczych personelu 1 pułku lotniczego. Od 1930 szef pilotażu Aeroklubu Akademickiego Warszawskiego. Zastępca Franciszka Żwirki na kursie Przysposobienia Wojskowego Lotniczego w Łodzi. 1 października 1931 został przydzielony na pięciomiesięczny kurs oficerów technicznych broni pancernych i samochodów w Centrum Wyszkolenia Broni Pancernych. Od 1932 dowódca 111 eskadry myśliwskiej. 12 marca 1933 został awansowany na stopień kapitana ze starszeństwem z dniem 1 stycznia 1933 i 13. lokatą w korpusie oficerów aeronautycznych. Dowódca reprezentacji 1 plot. podczas „Pokazów Polskiego Lotnictwa Wojskowego w Bukareszcie”. Odznaczony Odznaką Pilota i Orderem Korony Rumuńskiej i Gwiazdy Rumuńskiej przez króla Rumunii Karola (październik 1933). W listopadzie tego roku przebywał w Moskwie w składzie delegacji 5 pułku lotniczego. Po odbyciu w grudniu 1933 kursu dowódców eskadr w Dęblinie, dowódca (kpt. pil.) 111 eskadry myśliwskiej od 9 kwietnia 1934 inspirator powstania „Marsza Lotników” (1935) jako hymnu tej eskadry. 19 czerwca 1936 przejął od mjr. Stefana Pawlikowskiego obowiązki dowódcy IV/1 dywizjonu myśliwskiego. Na stopień majora został awansowany ze starszeństwem z dniem 19 marca 1937 i 18. lokatą w korpusie oficerów lotnictwa, grupa liniowa. Od października 1937 był kierownikiem wyszkolenia taktycznego w Centrum Wyszkolenia Oficerów Lotnictwa nr 1 w Dęblinie.
W kampanii wrześniowej dowódca obrony powietrznej rejonu Dęblina. Po inwazji sowieckiej ewakuowany (18 września 1939) do Rumunii (Zaleszczyki). Internowany w obozie Tulcea uciekł – 5 listopada 1939 statkiem „Patris” odpłynął do Francji z portu Balczik (przez Vallettę na Malcie). Do Marsylii przybył 12 listopada 1939 r. Skierowany 26 listopada 1939 do Lyon-Bron, miał udać się do Finlandii na czele polskiego dywizjonu myśliwskiego mającego walczy z Armią Czerwoną. Wskutek rozejmu w wojnie sowiecko-fińskiej pozostał we Francji. Rozkaz (ze stycznia 1940) o utworzeniu 1/145 dywizjonu myśliwskiego „Warszawa” wypełnił 6 kwietnia 1940, kiedy to objął jego dowództwo. Walory dowódcze Kępińskiego były jednak krytykowane przez niektórych pilotów, przez co 29 maja doprowadził on do aresztowania ppor. Witolda Łanowskiego za zarzucanie mu tchórzostwa. Podczas obrony Paryża i linii Sekwany (lotnisko Villacoublay) 10 czerwca 1940 w trakcie lotu bojowego na Caudron CR.714 ciężko ranny w walce powietrznej, lądował bez podwozia w okolicy Dreux–Chartres. Cztery miesiące leczony w szpitalach w Chartres i w Vichy. Skorzystał z możliwości ucieczki – przez Hiszpanię i Portugalię przedostał się do Wielkiej Brytanii. Wstąpił do Polskich Sił Powietrznych, otrzymał numer służbowy RAF P-1411. 
Z uwagi na skutki odniesionych ran, nie mógł wykonywać lotów bojowych. Dekretem Naczelnego Wodza z 21 grudnia 1940 w uznaniu wybitnych zasług wojennych zaliczony w poczet Kawalerów Orderu Wojennego Virtuti Militari (Krzyż Srebrny). W 1940 oficer Inspektoratu Polskich Sił Powietrznych, potem komendant szkół Flying Training Command w Hucknall (od 1941) i w Reading (od 1943). Oficer sztabowy w składzie I PSP (1943), dowódca 16(P)SFTS w Newton (w latach 1941 – 1943), oficer łącznikowy Flying Training Command w Reading i Royal Air Force (1944–1946). W stopniu podpułkownika pilota (ang. Wing Commander) – po rozwiązaniu PSP w 1947 i po demobilizacji – powrócił do Polski w maju 1947. Podczas służby w Wielkiej Brytanii wylatał 360 godzin.
Po powrocie do kraju wstąpił do Ligi Lotniczej. W latach 1947–1949 pomocnik głównego nawigatora do spraw bombardowania w Dowództwie Wojsk Lotniczych. Oddelegowany na stanowisko naczelnego dyrektora Zarządu Głównego Ligi Lotniczej. Od grudnia 1949 w stanie spoczynku, wymuszonym z uwagi na służbę w Polskich Siłach Powietrznych w Wielkiej Brytanii. Utrudnienia w podjęciu pracy, ostatecznie zatrudniony w Spółdzielni Pracy „Sprzęt Rybacki” w Warszawie.
Zmarł 26 marca 1964 w Warszawie. Został pochowany na cmentarzu Wojskowym na Powązkach (kwatera II B 30-6-18).
Był żonaty z Janiną Mańczak, nie miał dzieci.

## Ordery i odznaczenia
- Krzyż Srebrny Orderu Virtuti Militari nr 8982 (21 grudnia 1940)
- Medal Lotniczy (czterokrotnie)
- Srebrny Krzyż Zasługi (dwukrotnie: 10 listopada 1928[23], 1936[24])
- Odznaka za Rany i Kontuzje
- Odznaka Pilota nr 912 (24 listopada 1926)[25]
- Odznaka 1 Pułku Szwoleżerów Józefa Piłsudskiego
- Krzyż Oficerski Orderu Korony Rumunii (Rumunia, 11 listopada 1936)[26]
- rumuńska Odznaka Pilota (6 lutego 1935)[27]